# Савинов, Павел Григорьевич
Павел Григорьевич Савинов (27 декабря 1891, Санкт-Петербург — 12 декабря 1955, Москва) — советский военачальник, командир 9-й запасной стрелковой бригады (1942—1944), заместитель командира 381-й стрелковой дивизии (1944), генерал-майор (01.10.1942). Участник Гражданской войны, Великой Отечественной войны.

## Биография
Павел Григорьевич Савинов родился 27 декабря 1891 года в Санкт-Петербурге.
В армии с 5 августа 1914 года.
Участник Гражданской войны на Восточном фронте с 5 августа 1918 года по 12 мая 1920 года.
Член ВКП(б) с 1920 года.
До начала Великой Отечественной войны работал преподавателем военной академии имени М. В. Фрунзе.
С ноября 1941 года по февраль 1942 года участвовал в Великой Отечественной войне на Западном фронте в качестве командира 3-й маневренной воздушно-десантной бригады.
1 октября 1942 года повышен в звании до генерал-майора.
По мнению командования, П. Г. Савинов обладал хорошими организаторскими способностями, за время командования бригады улучшил дисциплину личного состава и боевую подготовку частей.
12 ноября 1943 года указом Президиума ВС СССР за образцовое выполнение заданий командования награжден орденом Отечественной войны II степени
С 23 марта по 21 апреля 1944 года был командиром 9-й запасной стрелковой бригады, дислоцированной в Саратовской области.
С 28 апреля 1944 года на Ленинградском фронте был заместителем командира 381-й стрелковой дивизии, своим появлением в частях воодушевлял бойцов.
1 мая 1944 года награжден медалью «За обороны Москвы».
30 июля 1944 года указом Президиума ВС СССР награжден орденом Красного Знамени за большую роль в успехе дивизии по прорыву обороны противника.
3 ноября 1944 года указом Президиума ВС СССР награжден орденом Красного Знамени за выслугу лет.
21 февраля 1945 года награжден орденом Ленина.
В отставке с 24 августа 1946 года.
Умер 12 декабря 1955 года. Похоронен на Донском кладбище в г. Москва.

## Награды
- Орден Отечественной войны II степени (12.11.1943)
- Медаль «За оборону Москвы» (01.05.1944)
- Орден Красного Знамени (30.07.1944)
- Орден Красного Знамени (03.11.1944)
- Орден Ленина (21.02.1945)
- Медаль «За победу над Германией в Великой Отечественной войне 1941—1945 гг.»